# تاج‌آباد (راسک)
تاج‌آباد (راسک)، روستایی از توابع بخش مرکزی شهرستان راسک در استان سیستان و بلوچستان ایران است.

## جمعیت
این روستا در دهستان مورتان قرار دارد و براساس سرشماری مرکز آمار ایران در سال ۱۳۸۵، جمعیت آن زیر سه خانوار بوده‌است.